# Mehmed Raşid
Mehmed Raşid (osmanisch محمد راشد; * um 1670 in Istanbul; † 1735 ebenda) war ein osmanischer Historiker und Dichter. Sein Hauptwerk ist die „Chronik des Raschid“ (تاريخ راشد / Tārīḫ-i Rāšid).

## Leben
Mehmed Raşids Vater war der Qādī (Richter) Mustafa Efendi aus Malatya. Ab 1704 war Mehmed Müderris (Lehrbeauftragter an einer Medrese), 1718 sogar an der Süleymaniye-Moschee. Von 1714 bis 1721 diente er als Geschichtsschreiber an der Hohen Pforte. Er wurde 1723–1724 Qādī in Aleppo, später auch in Istanbul als Günstling des Großwesirs Nevşehirli Damat İbrahim Pascha. Von 1728 bis 1729 war er Botschafter in Isfahan. Da er 1730 mit dem Patrona-Halil-Aufstand sympathisierte, musste er für drei Jahre ins Exil nach Bursa und Limni gehen. Im Jahre 1734 wurde er zum Kazi'asker (Heeresrichter) Anatoliens ernannt, dem höchsten wissenschaftlichen Rang im Osmanischen Reich, vergleichbar mit dem heutigen Justizminister. Auf diesem Posten war er verantwortlich für die Berufung und Ernennung von Qādīs und Müderrisîn sowie zuständig für alle Militärprozesse und Rechtsangelegenheiten, die das Reich betrafen. Auf diesem Posten starb er im Jahre 1735.

## Werk
Mehmed Raşid genoss als Prosaschriftsteller und Poet hohe Reputation, bekannt wurde er jedoch vor allem als Historiograph. 1714 schrieb er im Auftrage des Großwesirs Damad Ali Paşa einen Bericht über die Regierungszeit von Sultan Ahmed III., wofür er die Erlaubnis erhielt, in alle Reichs-Dokumente Einsicht nehmen zu dürfen. Als Weiterführung der Chronik des Na'īmā schrieb er ab 1722 sein in der Regel Tarih-i Raşid genanntes Werk, das die Hauptquelle für die Zeit von 1660 bis 1721 darstellt. Neben Na'īmās Werk verwendete Raşid dabei unter anderem auch Sarı Mehmet Paschas Chronik Zübde-i Veḳāyiʿāt, aus der er für die Jahre 1671–1703 größere Teile wörtlich übernahm. 1741 wurde sein Werk erstmals in einer Ausgabe durch İbrahim Müteferrika veröffentlicht, 1865 zum zweiten Male in fünf Bänden.